# Yeğen Mehmed Pascià
Yeğen Mehmed Pascià (in turco ottomano:  یگن مُحمَّد پاشا; Adalia, ... – Erevan, 20 agosto 1745) è stato un politico e militare ottomano.
L'epiteto Yeğen in turco significa "nipote" e gli fu dato perché era figlio della sorella di un alto dignitario (il Defterdar Kel Yusuf Efendi).
Fece carriera nell'amministrazione ricoprendo numerosi incarichi e raggiunse il grado di visir nel 1737 e il 16 o 19 dicembre fu nominato Caimacam e giorni dopo sostituì Muhsinzade Abdullah Pascià come gran visir. Iniziò i preparativi per la guerra contro la Russia e chiese alla Francia di fungere da mediatore. Come serdar (comandante in capo) lasciò Istanbul il 5 aprile 1738 per Ada Kale, via Edirne e Niš. Dopo aspri combattimenti in questa regione conquistò Mehadiye, Ada Kale e Semendire (13 agosto 1738) tornando ad Istanbul alla fine della campagna, iniziando a prepararsi per la riconquista di Belgrado, consigliato dal khan di Crimea; ma il sultano Mahmud I depose il Gran Visir su consiglio dell'influente favorito Hacı Beşir Ağa', il 23 marzo 1739 prima dell'inizio delle operazioni, e fu mandato in esilio a Sakiz (Chio) per circa 16 mesi.
Fu poi nominato governatore militare di Candia e successivamente di Eghriboz (Negroponte) e della Bosnia. Nel 1744 ricevette la nomina di sanjak-bey di Aydın e lo stesso anno (alla fine) fu nominato beilerbei d'Anatolia e serdar  (comandante in capo), e come tale marciò su Kars e sul fronte persiano con un grande esercito; grazie all'attività del khan di Crimea, Selim II Giray (1743-1748) e dei suoi tartari, gli ottomani attaccarono le fortificazioni persiane nell'area di Erevan il 10 agosto 1745; dopo una settimana di combattimenti Yeğen Mehmed Pascià si ammalò e divenne inabile e senza comando i combattimenti cessarono; due o tre giorni dopo (19 agosto 1745) morì. Fu sepolto a Kars.